# ستانلي ستوتز
ستانلي ستوتز (بالإنجليزية: Stanley Stutz)‏ مواليد 14 أبريل 1920، كان مدرب كرة سلة أمريكي ولاعب. بدأ مسيرته الاحترافية في سنة 1943. بلغ طوله 5 قدم 10 بوصة (1.8 م). اعتزل اللعب في 1949. لعب مع بالتيمور باليتس ونيويورك نيكس.

## روابط خارجية
- ستانلي ستوتز على موقع إن بي أي (الإنجليزية)
- ستانلي ستوتز على موقع سبورتس رفرنس (الإنجليزية)
- ستانلي ستوتز على موقع ريلجم (الإنجليزية)
- ستانلي ستوتز على موقع بروبوليرز (الإنجليزية)